# سمت خطر شهر
سمت خطرناک شهر (به انگلیسی: Wrong Side of Town) یک فیلم ویدئویی اکشن آمریکایی محصول سال ۲۰۱۰ میلادی به کارگردانی و نویسندگی دیوید دفالکو است. بازیگران اصلی فیلم راب ون دم و دیوید باتیستا می‌باشند. این فیلم در تاریخ ۲۳ فوریه ۲۰۱۰ به صورت ویدئویی در ایالات متحده منتشر شد.

## داستان
یک سرباز قدیمی نیروی دریای ارتش برای نجات جان دختر ربوده شده‌اش باید با دسته‌ای از قاتلان روبرو شود و …

## تولید
این فیلم در ۱۸ ژانویه تا ۲۱ فوریه ۲۰۰۹ در بتن‌روژ، لوئیزیانا و لس آنجلس فیلمبرداری شده‌است.